# Università nazionale di Córdoba
L'Università nazionale di Córdoba (in spagnolo Universidad Nacional de Córdoba) ubicata nella città di Córdoba è la più antica istituzione accademica argentina, nonché la quarta più antica dell'America. Seconda per importanza nel Paese, dopo l'Università di Buenos Aires.

## Storia
Fu fondata nell'anno 1613 dall'Ordine della Compagnia di Gesù. A seguito del movimento per la riforma universitaria del 1918, portato avanti da attivisti studenteschi di Córdoba e propagatosi in tutta l'America Latina, il sistema scolastico fu democratizzato e laicizzato.